# Blagoevgrad
Blagoevgrad (cirill betűkkel Благоевград) város délnyugat-Bulgáriában, Blagoevgrad megye székhelye, a délnyugati országrész közigazgatási, kulturális és gazdasági központja.

## Földrajza
A város az ország délnyugati részén helyezkedik el, a Sztruma folyó völgyében. A település a Rila-hegység és a Pirin-hegység lábainál fekszik, ennélfogva érthető, hogy 410 méteres magasságban van.

### Éghajlat
Mivel a terület hegységek ölelésében fekszik, a hegyvidéki éghajlat sokat változtat a Balkán-félsziget eredetileg mediterrán éghajlatán.
Ezt a következő diagram szemlélteti:
| Hónap                         | Jan. | Feb. | Már. | Ápr. | Máj. | Jún. | Júl. | Aug. | Szep. | Okt. | Nov. | Dec. | Év   |
| ----------------------------- | ---- | ---- | ---- | ---- | ---- | ---- | ---- | ---- | ----- | ---- | ---- | ---- | ---- |
| Rekord max. hőmérséklet (°C)  | 6,0  | 8,8  | 14,2 | 19,2 | 24,8 | 28,5 | 31,5 | 31,8 | 26,7  | 20,8 | 13,6 | 7,2  | 31,8 |
| Átlagos max. hőmérséklet (°C) | 1,7  | 3,2  | 7,2  | 13,1 | 18,0 | 21,2 | 24,5 | 24,6 | 19,7  | 14,1 | 8,1  | 2,3  | 13,2 |
| Átlagos min. hőmérséklet (°C) |      |      | 1,4  | 6,2  | 11,1 | 14,2 | 16,8 | 16,6 | 12,6  | 8,1  | 4,5  | −0,5 | 7,6  |
| Átl. csapadékmennyiség (mm)   | 42   | 37   | 35   | 50   | 58   | 67   | 42   | 31   | 35    | 50   | 63   | 49   | 559  |

## Történelme

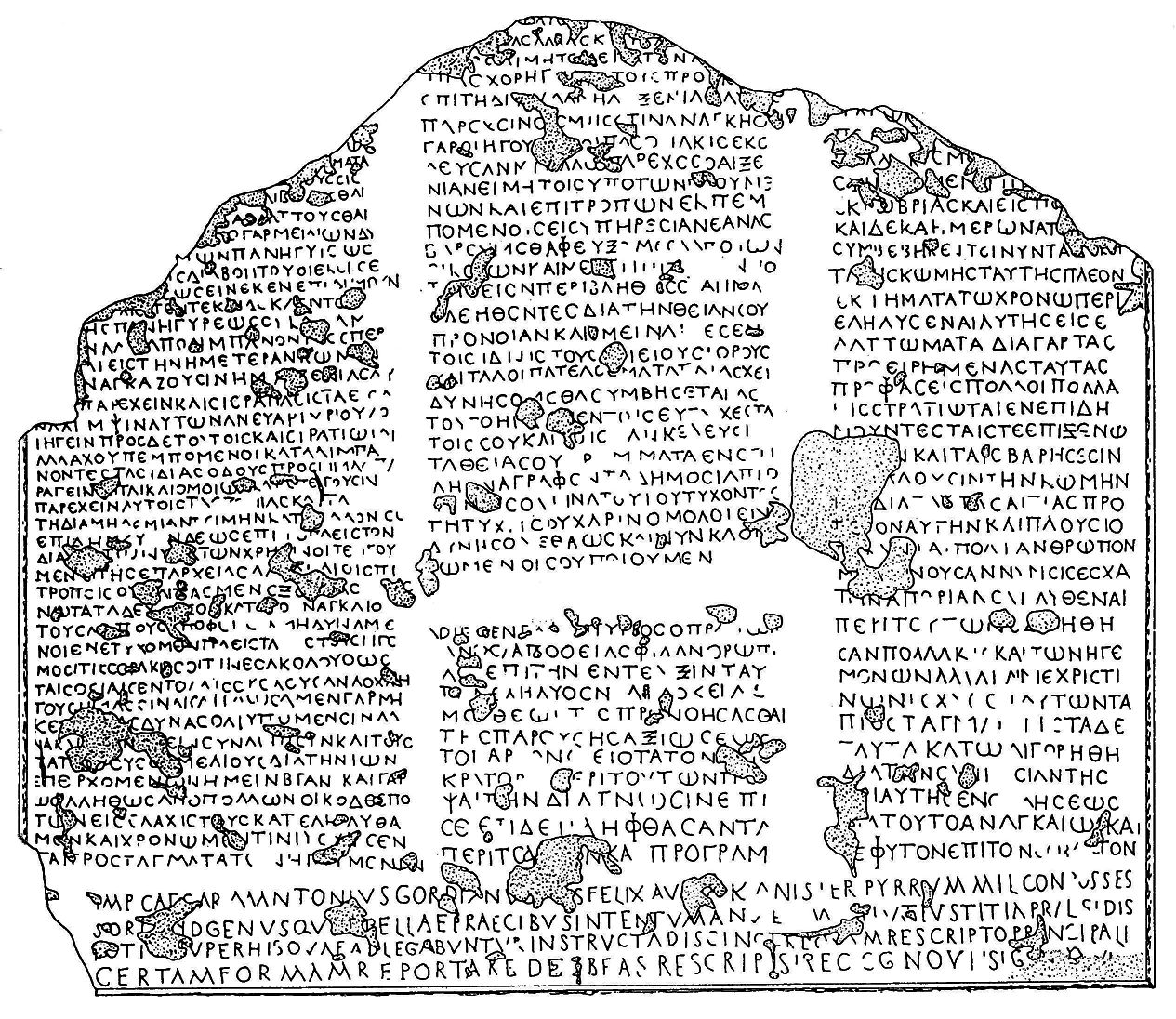
A római császár petíciója a falu lakóiról

Egy ősi trák falu, Scaptopara, egy mezőváros alakult ki itt, i. e. 3. században.
120 évvel később a Római Birodalom kezére került. A középkorból nem maradt sok emlék a városról. Amikor a Török Birodalom elfoglalta a Balkán-félszigetet, a falut Cuma-l Balaként nevezték.
1900-ban Vaszil Kancsov felmérte a lakosság összetételét miszerint: 1250 bolgár, 4500 török, 250 vlach, 200 cigány, 180 zsidó és 60 görög alkotja a falu 6440-es népességét.
1950-ben a várost Blagoevgradnak nevezték el, a Bolgár Szociáldemokrata Párt alapítója, Dimitar Blagoev után. A hidegháború időszakában a város a kommunizmus egyik fellegváraként tartották számon.

## Lakosság

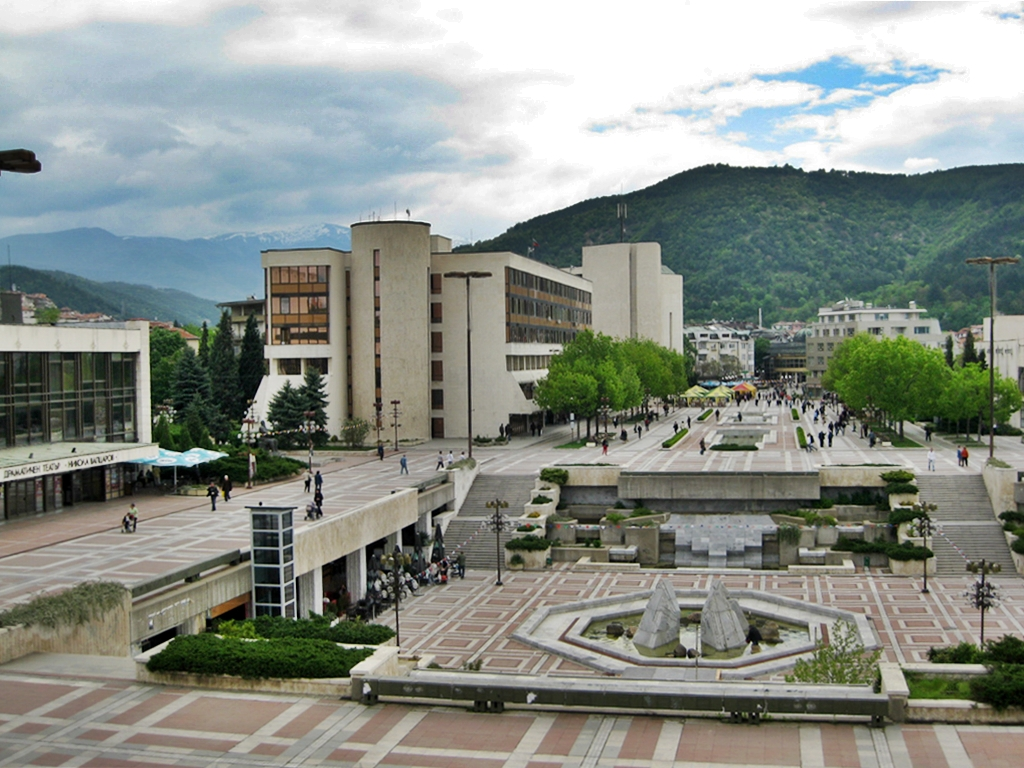
Belváros

Az etnikai összetétel tekintetében a 2012-es népszámláláskor a következő eredmények születtek:
- Bolgár 62 674 (95,6%)
- Cigány 1 183 (2,8%)
- Török 123 (0,2%)
- Egyéb 955 (1,51%)
- Nem válaszolt 5316 (7,5%)

## Közlekedése
A város könnyen megközelíthető. A város elkerülőútja az A3-as autópálya, amely Szófiát köti össze a Thesszaloniki felé vezető Kulata határátkelővel.

## Testvérvárosok

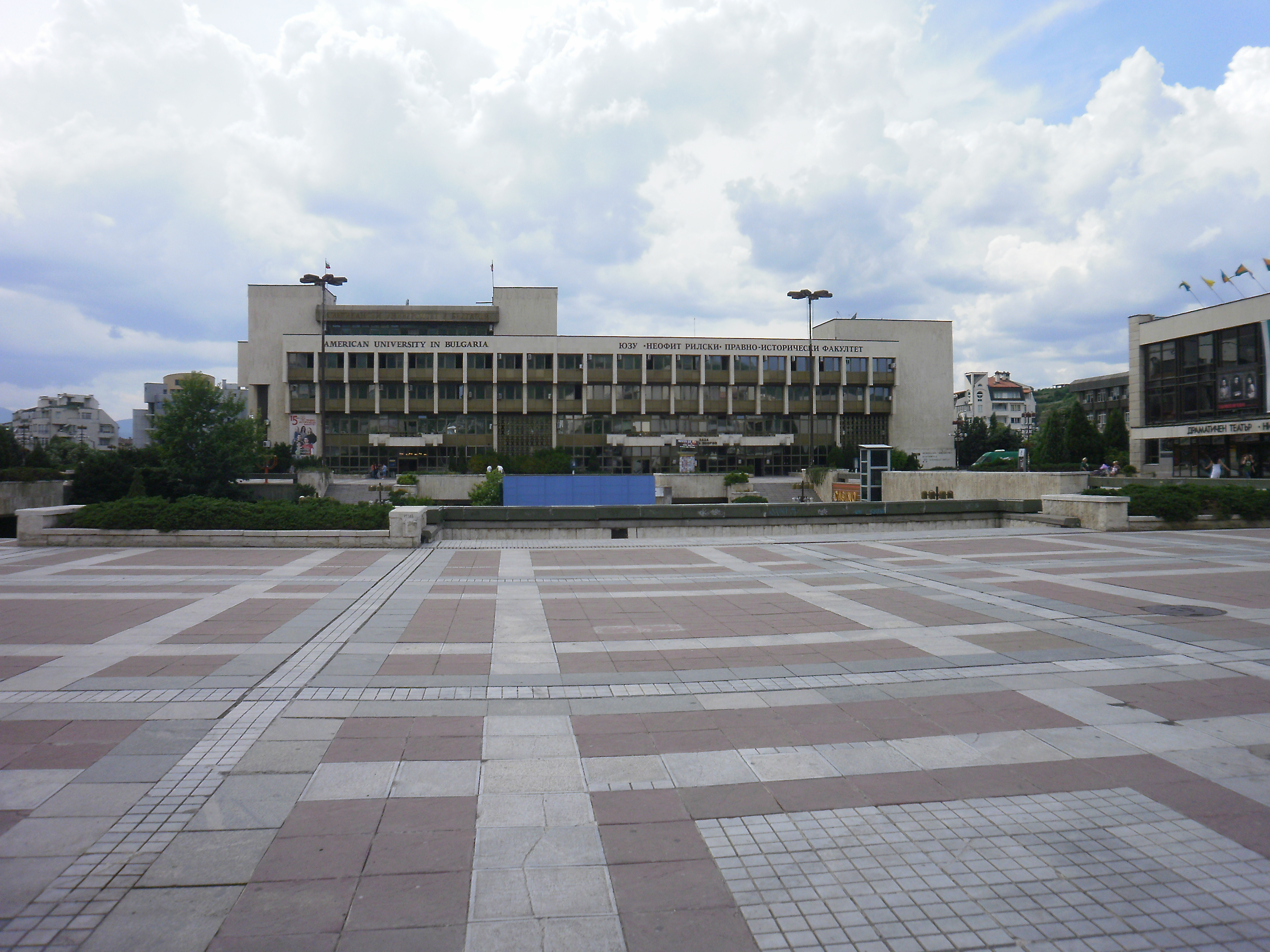
Amerikai Egyetem

- Delčevo, Észak-Macedónia
- Szkopje, Észak-Macedónia
- Batumi, Grúzia
- Auburn(wd), USA
- Széresz(wd), Görögország
- Szaloniki, Görögország
- Székesfehérvár, Magyarország
- Zsolna, Szlovákia
- Nagaszaki, Japán

## Külső hivatkozások
- Blagoevgrad település honlapja Archiválva 2020. szeptember 30-i dátummal a Wayback Machine-ben
- Blagoevgrad.eu